# C15orf65
C15orf65 (англ. Chromosome 15 open reading frame 65) – білок, який кодується однойменним геном, розташованим у людей на 15-й хромосомі. Довжина поліпептидного ланцюга білка становить 121 амінокислот, а молекулярна маса — 13 763.
| 10         |  | 20         |  | 30         |  | 40         |  | 50         |
| ---------- |  | ---------- |  | ---------- |  | ---------- |  | ---------- |
| MTDRNRDKKS |  | TSPSNSDTEM |  | KSEQLPPCVN |  | PGNPVFSCML |  | DPKTLQTATS |
| LSKPQMIMYK |  | TNSSHYGEFL |  | PIPQFFPCNY |  | TPKEQVFSSH |  | IRATGFYQNN |
| TLNTAPDRTR |  | TLDFPNIQHT |  | L          |  |            |  |            |

A: Аланін

C: Цистеїн

D: Аспарагінова кислота

E: Глутамінова кислота

F: Фенілаланін

G: Гліцин

H: Гістидин

I: Ізолейцин

K: Лізин

L: Лейцин

M: Метіонін

N: Аспарагін

P: Пролін

Q: Глутамін

R: Аргінін

S: Серин

T: Треонін

V: Валін